# 余畅
余畅（？—？），清朝政治人物。

## 生平
余畅曾于1748年接替李麟任华亭县知县一职，1750年由李建忠接任。